# Sinobatis caerulea
Sinobatis caerulea es una especie de pez de la familia de los Rajidae en el orden de los Rajiformes.

## Morfología
Los machos pueden llegar a alcanzar los 69 cm de longitud total.

## Reproducción
Es ovíparo y las hembras ponen huevos envueltos en una cápsula córnea.

## Hábitat
Es un pez de mar y de Clima tropical (21 ° S-26 ° S, 111 ° E-114 ° E) y demersal que vive entre 482 a 1.168 m de profundidad.

## Distribución geográfica
Se encuentra en el Océano Índico oriental: Australia.